# Бряг Зумберг
Бряг Зумберг (на английски: Zumberge Coast) е част от крайбрежието на Западна Антарктида, в южния сектор на Земя Палмър, простиращ се между 76°14’ и 80°04’ ю.ш. и 69°40’ и 85° з.д. Брегът заема участък от южното крайбрежие на Земя Палмър, покрай югозападните брегове на море Уедъл, част от атлантическия сектор на Южния океан. На изток граничи с Брега Орвил на Земя Палмър, а на юг – със Земя кралица Елизабет. Крайбрежието му е силно разчленено от множество ледени заливи и полуострови, заето изцяло от огромния западен леден залив на шелфовия ледник Едит Роне.
Повсеместно е покрит с дебела ледена броня, над която стърчат отделни оголени върхове и нунатаки на планината Елсуърт, разположена покрай западния му бряг. От нея към шелфовия ледник Едит Роне се спускат множество планински ледници Нюкомир, Амбре, Елен, Дейтър, Хаф, Томас, Нимиц и др.
Брегът е открит и детайлно картиран, чрез аеротопографско заснемане през 1961 – 1966 и 1973 – 1974 г. от американски антарктически експедиции и през 1986 г. е наименуван от Консултативния комитет по антарктическите названия на САЩ Бряг Зумберг в чест на американския геолог и глациолог Джеймс Зумберг (1923 – 1992), председател на Комисията за полярни изследвания (1972 – 76), председател на Научния комитет за антарктически изследвания (1982 – 86) и ректор на Университета на Южна Калифорния (1980 – 91).